# Barbara Daly Baekeland
Barbara Daly Baekeland (* 28. September 1922 in Boston, Massachusetts, USA; † 17. November 1972 in Chelsea, London) stammte aus einfachen Verhältnissen. Durch ihre Heirat mit dem Millionärserben Brooks Baekeland wurde sie eine Dame der Gesellschaft. Barbara Baekeland soll ein inzestuöses Verhältnis zu ihrem einzigen Sohn Anthony gehabt haben, der von der Veranlagung her entweder homo- oder bisexuell war. In Folge zahlreicher Auseinandersetzungen beging ihr Sohn 1972 Matrizid und erstach sie mit einem Küchenmesser.
Das Buch Savage Grace, das Natalie Robins und Steven M.L. Aronson über den Fall schrieben, wurde 2007 unter dem Titel Wilde Unschuld (Savage Grace) mit Julianne Moore in der Hauptrolle verfilmt.

## Frühe Jahre
Barbara Anne Daly wurde als Tochter von Frank James Daly (1888–1933) und dessen Frau Nina Lillian (geb. Fraser; genannt „Nini“; 1893–1984) in Boston geboren. Im Alter von 10 Jahren verlor sie ihren Vater durch Suizid durch Kohlenstoffmonoxidvergiftung. Es gelang ihm, seinen Tod wie einen Unfall aussehen zu lassen, damit seine Familie Geld von der Lebensversicherung erhielt.
Daraufhin zogen Mutter und Tochter nach New York. Nini Daly versuchte schon früh, das Leben ihrer Tochter in eine bestimmte Richtung zu lenken: Barbara sollte berühmt werden und einen möglichst reichen Mann heiraten. Durch die gründliche Vorbereitung der Mutter wurde sie bald ein gern gesehener Gast der Gesellschaft. Bei Besuchen von Partys und Soireen schloss sie Bekanntschaften mit wohlhabenden Personen. Darüber hinaus arbeitete sie als Model für Vogue und Harper’s Bazaar und galt als eine der zehn schönsten jungen Damen New Yorks.
Es stellte sich jedoch früh heraus, dass sie psychische Probleme hatte, ähnlich wie ihre Mutter, die bereits vor der Geburt ihrer Tochter psychische Zusammenbrüche erlitten hatte. Barbara Daly begab sich daraufhin als Privatpatientin in Behandlung bei dem Psychiater Foster Kennedy.
Schicksalhaft war für sie die Einladung nach Hollywood. Sie sollte an einem Casting für einen Film teilnehmen. Dort lernte sie die Schwester ihres späteren Mannes, Cornelia Fitch Baekeland, kennen (Cornelia heiratete später Gerhard von Hessert). Ihr zukünftiger Mann, George Middleton Baekeland (1921–2007; genannt „Brooks“), war der vermögende Enkel von Leo Hendrik Baekeland, dem Erfinder des Bakelits sowie ein direkter Nachfahre von Thomas Nelson junior, einem der Gründerväter der Vereinigten Staaten.

## Ehe, Mutterschaft und Scheidung
Barbara Daly gab vor, ein Kind von Brooks Baekeland zu erwarten, und er ließ sich auf eine eilige Eheschließung in Kalifornien ein.
Ihr einziges Kind, der gemeinsame Sohn Anthony, genannt „Tony“ kam am 28. August 1946 zur Welt. Seine Eltern zogen oft um, lebten in New York und Paris und betrogen einander, was ihre Eheprobleme weiter verschärfte und bei Barbara zu mehreren Suizidversuchen führte.
Tony stellte bereits als Teenager fest, dass er sich zu Männern hingezogen fühlte. Seine Mutter reagierte panisch auf seine Homosexualität: sie führte ihm weibliche Prostituierte zu. Als Tony schließlich einmal eine Mitschülerin nach Hause brachte, die er als seine Freundin vorstellte, spannte sein eigener Vater ihm das Mädchen aus.
Auch Anthony hatte psychische Probleme und zeigte deutliche Anzeichen einer paranoiden Schizophrenie, die seine Familie und Freunde beunruhigten. Doch als ihm schließlich Schizophrenie diagnostiziert wurde, war sein Vater dagegen den Sohn psychiatrisch behandeln lassen.
Während ihrer Ehe fiel Barbara Baekeland mehrfach durch ihre instabile Persönlichkeit, einschließlich depressiver Episoden auf. Ihr dekadenter Lebenswandel beinhaltete mitunter aber auch viel Alkohol und riskante, sexuelle Abenteuer. Nachdem ihr Mann sie für eine jüngere Frau verlassen hatte, unternahm sie einen Suizidversuch und wurde von ihrer Freundin Gloria Jones, Ehefrau des Schriftstellers James Jones gerettet.
Die Ehe von Barbara und Brooks Baekeland wurde geschieden und Barbara zog mit dem 21-jährigen Tony nach London. Brooks heiratete erneut und bekam mit seiner neuen Frau einen Sohn. Die Familie lebte in den USA und es bestand kein weiterer Kontakt mehr zum Sohn oder zur Ex-Frau.

## Eskalation
Im Jahr 1967 hatte Tony eine Affäre mit einem jungen, bisexuellen Australier, den er in Marokko getroffen hatte. Seine Mutter war dermaßen außer sich, dass sie sich selbst ins Auto setzte und bis nach Spanien fuhr, um ihren Sohn persönlich zurück in die Schweiz zu bringen, wo sie damals lebten.
Nachdem es Barbara nicht gelungen war, Tonys sexuelle Orientierung zu beeinflussen, nahm sie die Sache selbst in die Hand. Ihrer Schwägerin gegenüber äußerte sie sich optimistisch, sie könne auf diese Weise eine Veränderung bewirken (Zitat: “You know, I could get Tony over his homosexuality if I just took him to bed.”) So verführte Barbara Baekeland ihren eigenen Sohn und begann ein inzestuöses Verhältnis mit ihm.
Das Verhältnis soll insgesamt drei Jahre gedauert haben und endete erst mit dem Tod Barbara Baekelands. Die Aggressionen und körperlichen Auseinandersetzungen zwischen Mutter und Sohn nahmen im Laufe dieser Zeit zu. Bei einer Auseinandersetzung versuchte Anthony seine Mutter zu erwürgen, aber sie machte keine Versuche ihn deswegen einweisen zu lassen.
Anfang 1972 griff Anthony seine Mutter mit einem Küchenmesser an. Sie konnte jedoch entkommen und erstattete keine Anzeige. Dafür begann Anthony Baekeland jetzt wieder einen Psychiater zu sehen. Vom Psychiater wurde Barbara Baekeland gewarnt ihr Sohn könne ihr möglicherweise gefährlich werden.
Im Juli 1972, versuchte er sie vor ihrer Wohnung in Chelsea, London auf die Straße zu schubsen. Sie überlebte nur, weil er körperlich nicht stark genug war und ihre Freundin, Susan Guinness, eingriff. Diesmal nahm die Metropolitan Police Antony zunächst wegen versuchten Mordes fest. Seine Mutter weigerte sich jedoch ihren Sohn anzuzeigen. Sie ließ ihn stattdessen in einer psychiatrischen Privatklinik unterbringen, aus der er jedoch kurz danach wieder entlassen wurde.

## Ermordung
Am 17. November 1972 traf Barbara Baekeland ihre Freundin Missie Harnden in Chelsea zum Lunch. Von Unstimmigkeiten war keine Rede, Barbara schwärmte sogar davon wie wunderbar ihr Sohn sei und wie gut ihm London gefalle. Als die beiden sich gegen 15:30 verabschiedete, erwähnte sie noch, Tony werde am Abend für sie kochen.
Außer Tony war noch das spanische Dienstmädchen in der Wohnung, als Barbara Baekeland nach Hause kam. Tony sagte später aus, eine Freundin seiner Mutter habe, während ihrer Abwesenheit, angerufen und er hätte sie zum Abendessen eingeladen. Da sie diese Freundin offenbar nicht sehen wollte, fing sie laufstark an mit ihrem Sohn zu streiten. Die Auseinandersetzung steigerte sich so sehr, dass das Dienstmädchen die Wohnung verließ. Er sei es leid gewesen, immer von ihr kontrolliert zu werden, sagte Tony später aus. Er gab zu, seine Mutter geschlagen zu haben, bevor sie in die Küche entkam. Er folgte ihr, nahm ein Messer vom Küchentisch und stach ein einziges Mal zu. Sofort rief er einen Krankenwagen, doch seine Mutter war bereits innerlich verblutet, als der Rettungsdienst eintraf. Der Messerstich hatte eine der wichtigsten Arterien in unmittelbarer Nähe des Herzens durchtrennt. Als die Polizei eintraf, wirkte Anthony Baekeland geistig abwesend; gerade war er dabei telefonisch chinesisches Essen zu bestellen. Auf der Polizeiwache behauptete er dann, seine Großmutter mütterlicherseits habe seine Mutter erstochen.
Anthony Baekeland wurde zur Behandlung in eine psychiatrische Anstalt mit hohen Sicherheitsvorkehrungen eingewiesen.

## Nachspiel
Mit der Unterstützung einflussreicher Freunde, wie Hugo Money-Coutts, gelang es 1980 die Entlassung von Anthony Baekeland zu erwirken. Allerdings unter der Auflage, dass er bei Familienangehörigen leben sollte. Sein Vater lehnte es ab den Sohn, den er nach wie vor für gefährlich hielt, bei sich aufzunehmen.
Nach seiner Entlassung aus dem psychiatrischen Krankenhaus von Broadmoor, Berkshire zog Tony zu seiner Großmutter Nini nach New York. Sie liebte ihren Enkel und war, anders als sein Vater, davon überzeugt ihm dabei helfen zu können sich ein normales Leben aufzubauen. Doch bereits nach nur sechs Tagen stritten die beiden sich heftig, weil er nach England telefonieren wollte. Im Zuge einer Auseinandersetzung griff er auch seine Großmutter mit einem Küchenmesser an und stach acht Mal auf sie ein. Die 87-Jährige überlebte den Angriff schwer verletzt. Anthony Baekeland wurde daraufhin auf der Gefängnisinsel Rikers Island interniert.
Am 20. März 1981 wurde Anthony Baekeland tot in seiner Zelle gefunden. Eine Plastiktüte war eng um seinen Kopf geschlungen. Es konnte im Nachgang nicht mit Sicherheit geklärt werden, ob es  sich um einen Suizid, oder einen Mord handelte. Sein Vater, Brooks Baekeland, ist jedenfalls der Ansicht, dass sein Sohn ermordet wurde.

## Verfilmung
- 2007: Wilde Unschuld. Regie: Tom Kalin; mit Julianne Moore als Barbara und Eddie Redmayne als Anthony.